# 雷克斯·考利
雷克斯·考利（英語：Rex Cawley，1940年7月6日—），美国男子田径运动员，主攻跨栏项目。他曾代表美国参加1964年夏季奥林匹克运动会田径比赛，获得男子400米栏金牌。